# Émile Wauters
Émile Wauters (ook Emiel Wouters; Brussel, 19 november 1846 - Parijs, 11 december 1933) was een Belgisch kunstschilder. Achtereenvolgens was hij leerling van Jan Frans Portaels en Jean-Léon Gérôme. Hij maakte faam met historische stukken, zoals de Waanzin van Hugo van der Goes, waarmee hij de Grote Medaille won op het Salon van Parijs. Hij maakte in 1880-81 een befaamd panorama, het 114 m lange Caïro en de oevers van de Nijl. Hij heeft daarnaast zijn werkplaats gehad in Duitsland, Italië, Egypte, Marokko en Spanje. Vanaf 1890 was hij in Parijs werkzaam. In deze periode schilderde hij meer dan tweehonderd portretten van vooraanstaande persoonlijkheden.

## Selectie van werken
- Hugo van der Goes in het Rood-Klooster (1872), Koninklijke Musea voor Schone Kunsten van België
- Maria van Bourgondië voor de schepenen van Brugge (1872), Koninklijke Musea voor Schone Kunsten van België
- Maria van Bourgondië legt de eed af op de Blijde Inkomste, Stadhuis van Brussel
- Panorama van Caïro (1880-81)

Selectie van werken
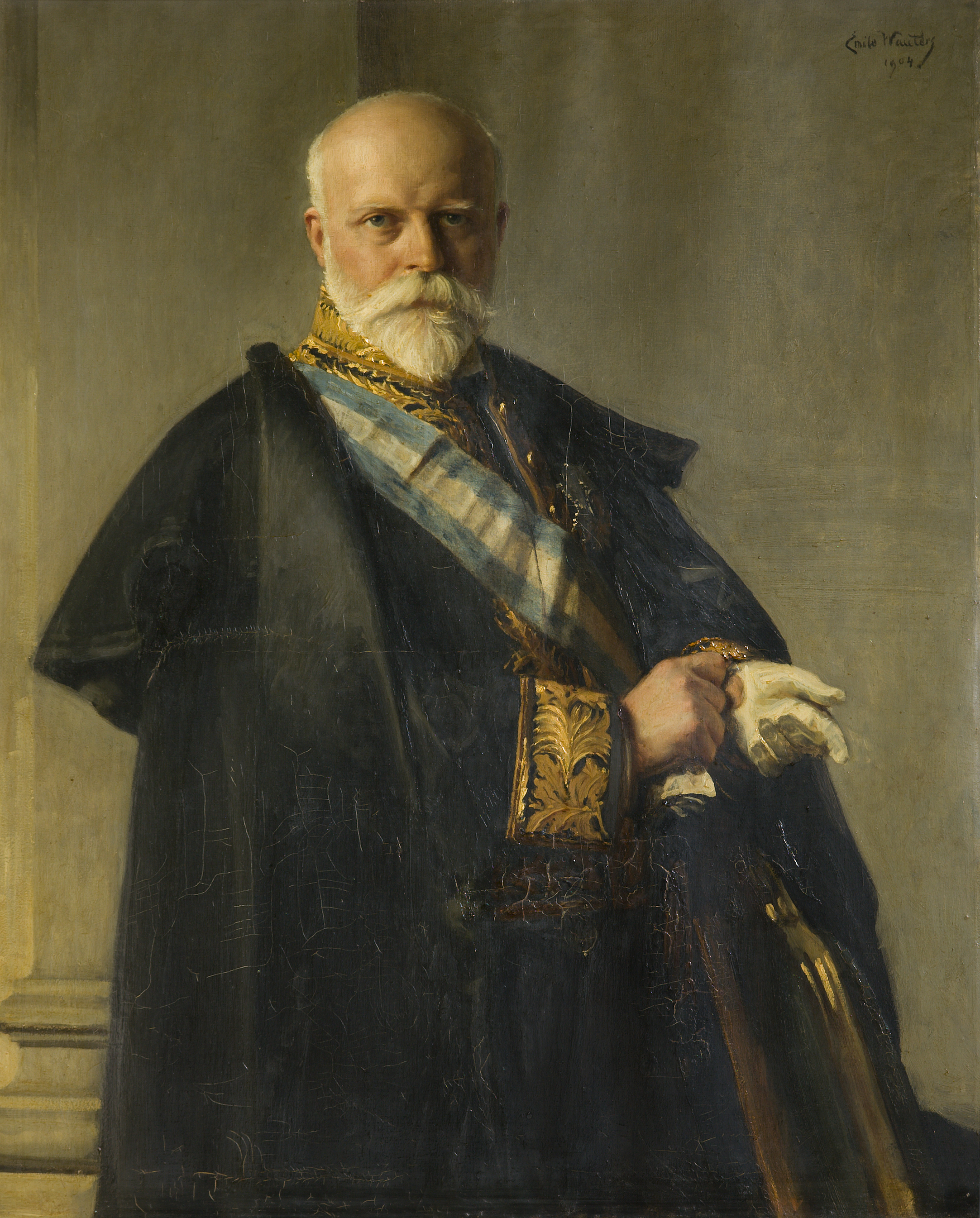
Hertog d'Ursel, Paleis der Natie
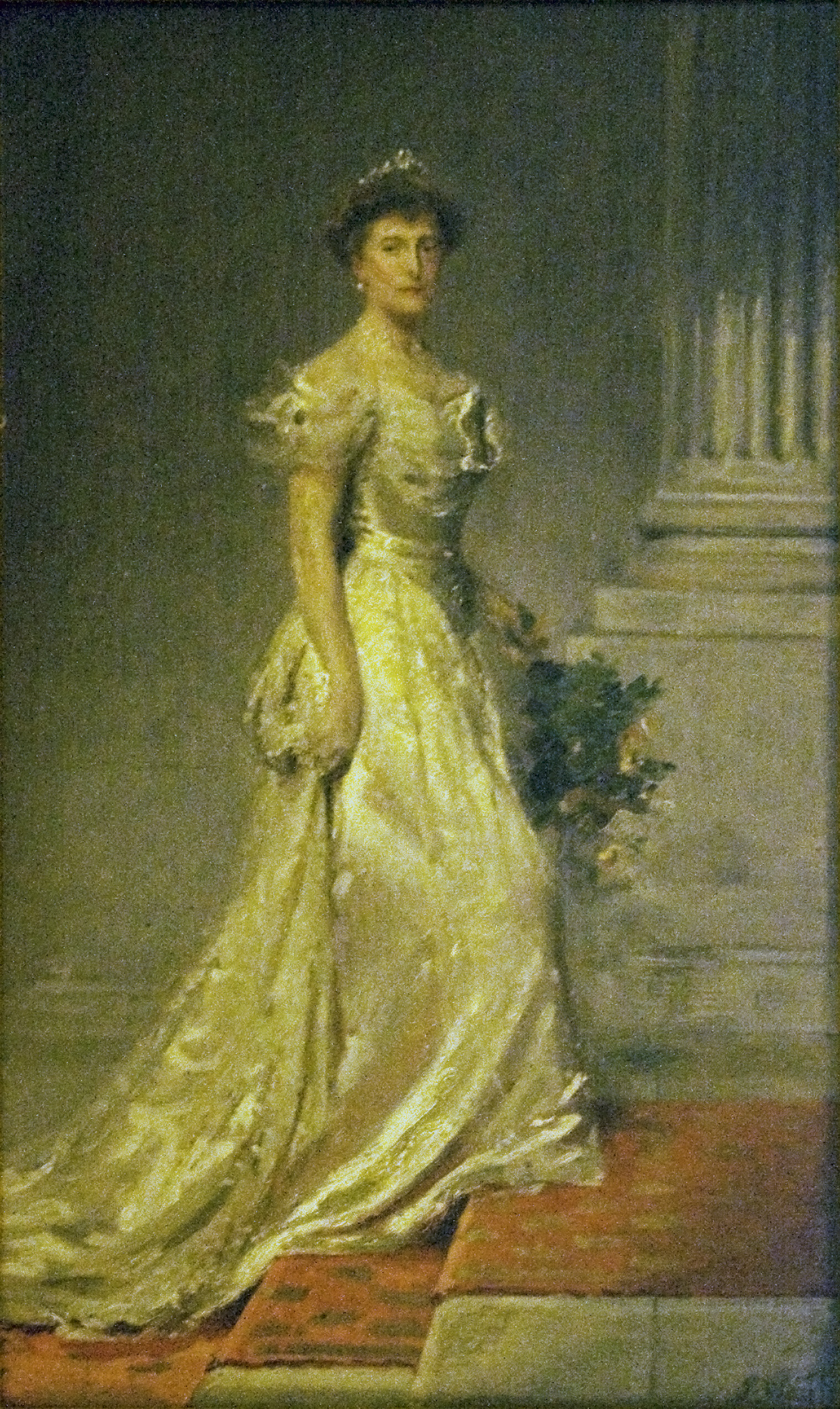
Prinses Clementina, Charliermuseum
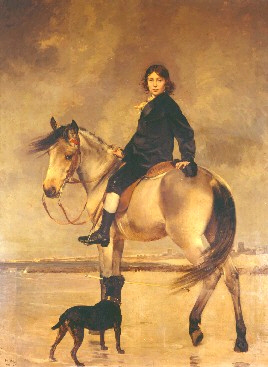
Gaëtan de Somzée, Koninklijke Musea voor Schone Kunsten van België
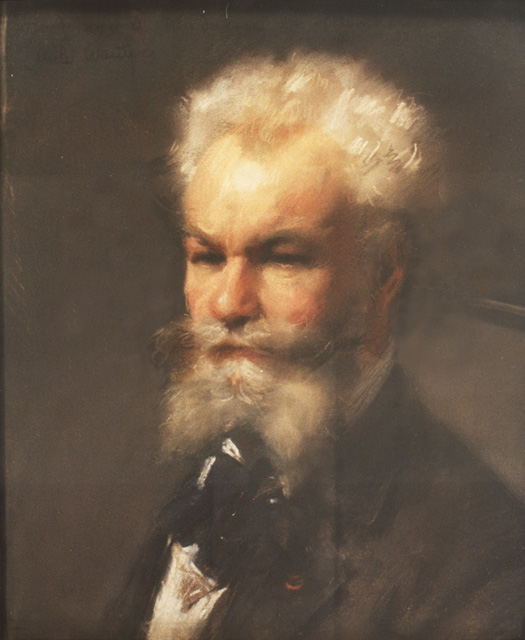
Mihály Munkácsy, Békéscsaba
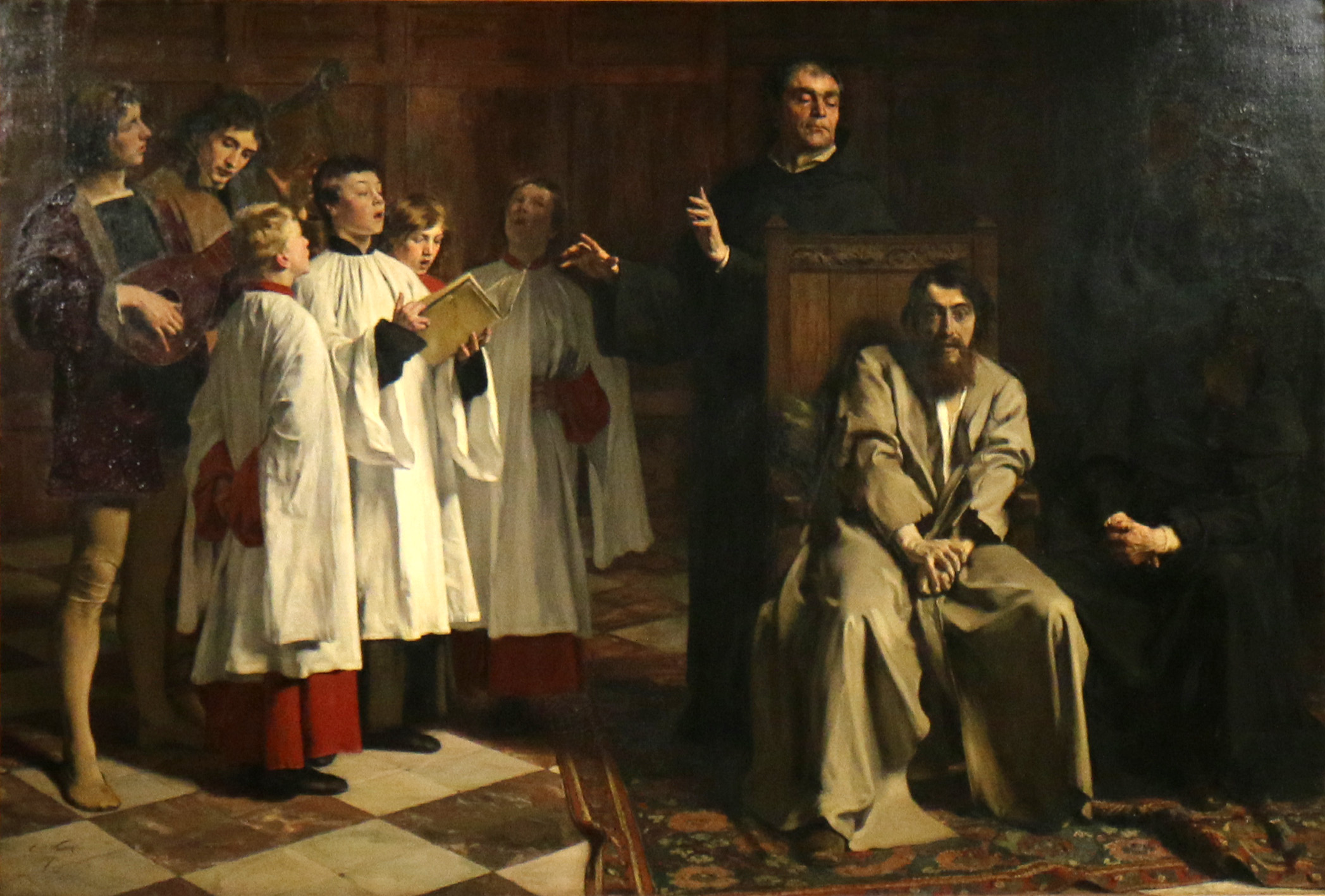
De waanzin van Hugo van der Goes, (1872) Koninklijke Musea voor Schone Kunsten van België

- Bibliothèque nationale de France: cb14962060v (data)
- Gemeinsame Normdatei: 174286651
- International Standard Name Identifier: 0000 0000 6661 5615
- Library of Congress Control Number: nr2004036059
- Nationale Bibliotheek van Israël: 987007337222405171
- Nederlandse Thesaurus van Auteursnamen: 272895334
- RKD-Nederlands Instituut voor Kunstgeschiedenis: 83102
- SNAC: w6jd52ck
- Système universitaire de documentation: 182655954
- Union List of Artist Names: 500023081
- Virtual International Authority File: 32267907
- WorldCat: E39PBJjCQ3Kx49wCD97rdq4KBP